# Еваленко, Александр Маркович
Александр Маркович Еваленко (Эваленко) (25 июля 1860 — 15 апреля, 1934) — российский книгоиздатель за рубежом, коммерсант, публицист, редактор, платный агент царской охранки.

## Политическая деятельность
Родился в еврейской семье. Мещанин г. Белая Церковь, Киевская губерния, Российская империя. Имел обширные связи с представителями левых политических партий, хотя сам членом ни одной из партий не был до окончания своей политической деятельности (разоблачения).
В 1885—1886 гг. состоял на службе в Департаменте полиции в качестве агента.
С августа 1891 г. — платный агент Департамента полиции в Соединённых Штатах Америки с ежемесячным содержанием в 200 долларов.
В Нью-Йорке познакомился  с русскими эмигрантами, щедро вносил значительные суммы на дело революционной пропаганды на счета разных партий —  
«Народной воли», социал-демократов, социалистов-революционеров и др.
Достаточно быстро приобрел доверие членов Комитета Фонда вольной русской прессы (ФВРП) С. М. Степняка-Кравчинского, Л. Б. Гольденберга, Е. Е. Лазарева.
С весны 1893 г. руководитель книжного склада Фонда вольной русской прессы в Нью-Йорке, а позже, когда руководители фонда перебрались в Европу, стал представителем Фонда в США.
Осенью 1895 г. в Лондоне вошёл в круг европейских эмигрантских кругов революционных партий и обсуждал с представителями этих партий планы издания революционной и левой периодической литературы.
Еваленко не только был информатором Департамента полиции, но и предпринимал реальные попытки вредить революционному движению. Им, например, были предприняты меры для прекращения американского издания «Free Russia». С июня 1894 г. издание журнала было прекращено. В то же время, с целью поднять свой авторитет и отвести возможное подозрение, он развернул активную деятельность по развитию Фонда и увеличения революционных изданий.
В  1897 г. представители эмигрантских организаций в США получили косвенную информацию о провокаторской деятельности Еваленко. Удалось выяснить его агентурные псевдонимы «Сергеевский», «Бодман». Однако, товарищеский суд над Еваленко в 1898 году в Нью-Йорке оправдал его.
В 1911 г. бывший осведомлённый сотрудник Департамента полиции Л. П. Меньщиков разоблачил Еваленко, предоставив руководителям эмигрантских организаций копии докладных записок этого платного агента охранки.

## Издательская деятельность
Кроме издания литературы революционной и левой направленности, такой как фундаментальная работа К. Маркса «Капитал» (I том), повести радикального содержания Степняка-Кравчинского «Подпольная Россия», сборника «За сто лет» и участия в других издательских проектах революционных эмигрантских организаций в США и Европе, Еваленко был учредителем и издателем журнала для эмигрантов «Русско-Американский вестник»(1910).
Есть основания полагать, что Еваленко издавал и печатал революционные издания на средства Департамента полиции.
Еваленко был владельцем собственного издательства «International Library Publishing Co» (создано раньше 1897), которое кроме издания периодической литературы, издавало путеводители и сборники для эмигрантов. Кроме этого оно считалось крупнейшим издательством в Соединённых Штатах в конце XIX —  начале XX века, издававшем книги на еврейском языке.

## Отношения с СССР
В конце 1924 г. Еваленко решил переехать из США в Германию. Будучи состоятельным человеком, за время своей издательской работы он собрал личную библиотеку в 150 000 томов. При переезде он хотел передать безвозмездно всю библиотеку в СССР, в счёт искупления своей вины перед революционерами, когда был агентом полиции. Институт Ленина приобрёл у него несколько редких изданий в апреле 1926 года.